# Linia kolejowa nr 325
Linia kolejowa nr 325 – prawie w całości nieczynna i nieudostępniana, jednotorowa, niezelektryfikowana linia kolejowa znaczenia miejscowego łącząca stację techniczną Baborów i dawną stację Pilszcz.

## Historia
Linia została uroczyście uruchomiona 2 sierpnia 1909 roku. W 1945 roku Polskie Koleje Państwowe przejmują zarządzanie nad linią. Most kolejowy w Nowej Cerekwi, zniszczony wskutek działań wojskowych, został odbudowany w 1947, a ponowny ruch pasażerskich i towarowy został uruchomiony 5 października tego samego roku. W październiku 1991 roku został zawieszony ruch pociągów pasażerskich, a dwa miesiące później ruch pociągów towarowych. Na linii kursowały dwa pociągi specjalne – w dniach 20 maja 1995 roku i 3 czerwca 1996 roku. Później ruch kolejowy ustał.
We wrześniu 2010 w liście do starosty głubczyckiego PKP poinformowały, że w związku z wysokimi kosztami utrzymania nieczynnej już infrastruktury kolejowej planowane jest jej zlikwidowanie. Lokalne władze wraz z miłośnikami kolei w obawie, że wraz z likwidacją torowiska rozbiórce ulegnie również most kolejowy w Nowej Cerekwi, postanowili walczyć, aby został on wpisany na listę zabytków. 12 maja 2016 roku most ten został wpisany do rejestru zabytków.
W 2011 roku samorządowcy z powiatów głubczyckiego i kędzierzyńsko-kozielskiego zaproponowali przekształcenie nieużytkowanej linii kolejowej na ścieżkę rowerową argumentując, że szanse na przywrócenie ruchu pociągów na tej linii są zerowe.
W styczniu 2022 roku rozpoczęto remont mostu nad rzeką Troją oraz drogą wojewódzką 416.

## Galeria

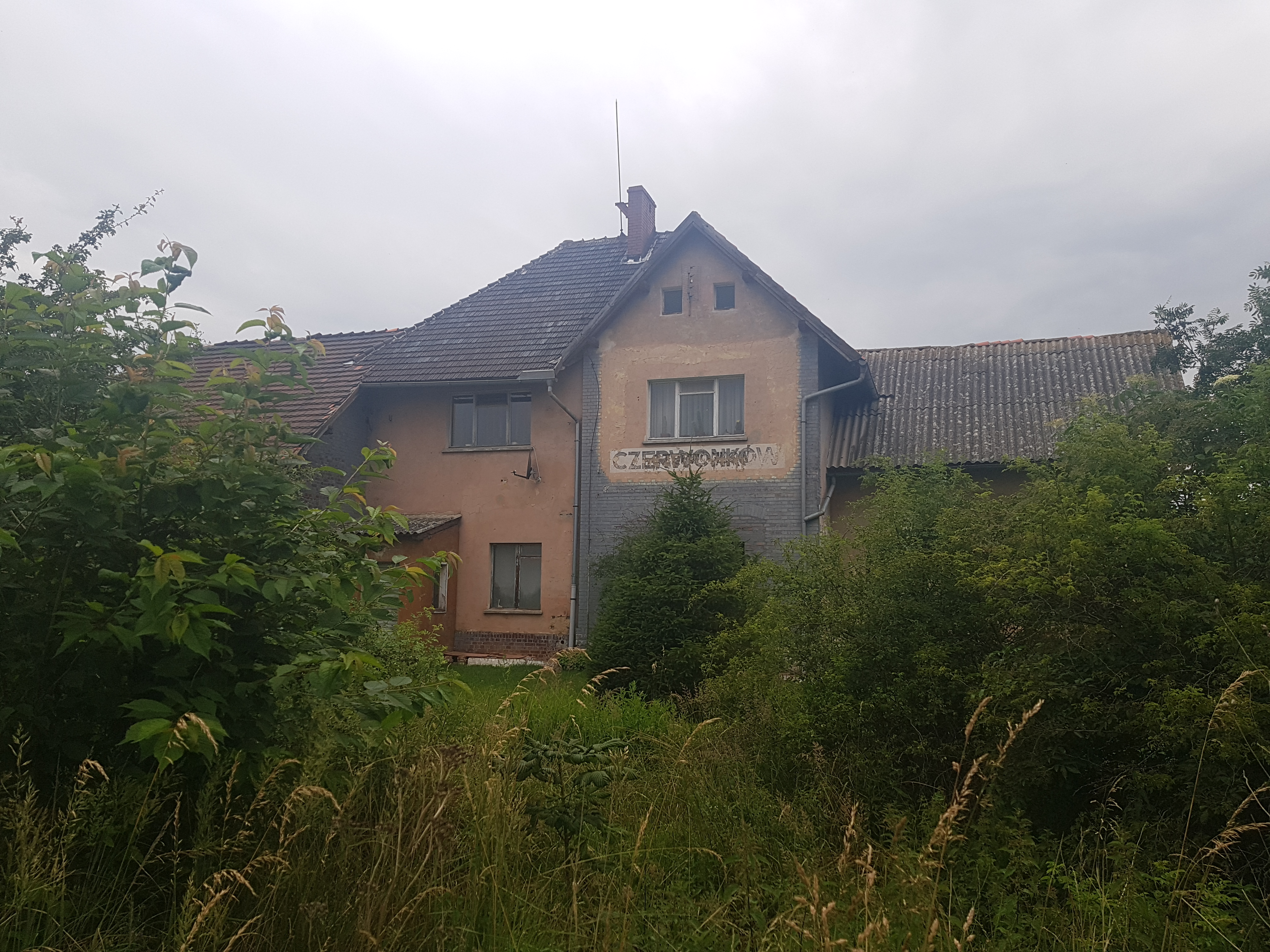
Dworzec PKP Czerwonków (2020)
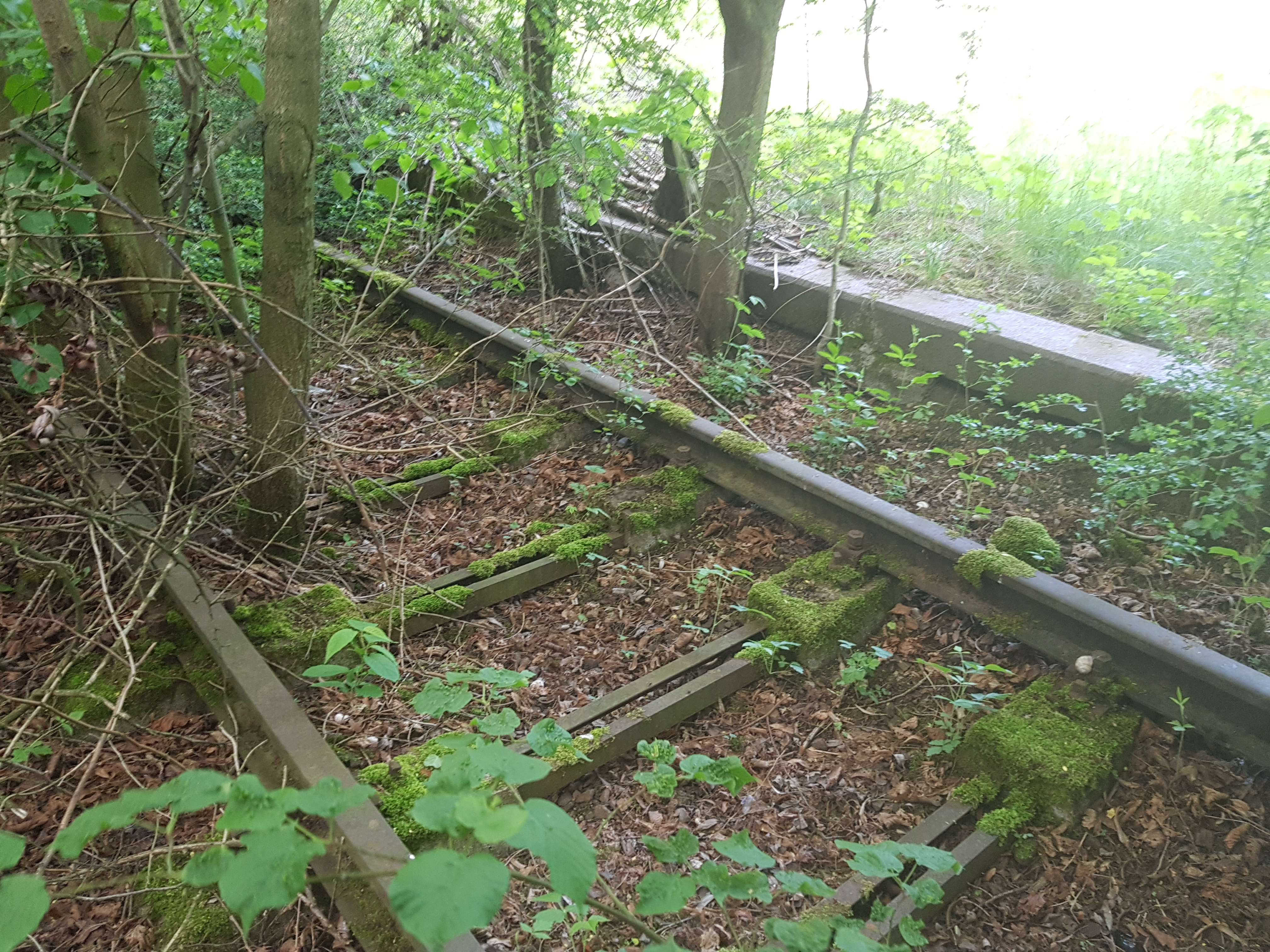
Zarośnięte tory w Nowej Cerekwi
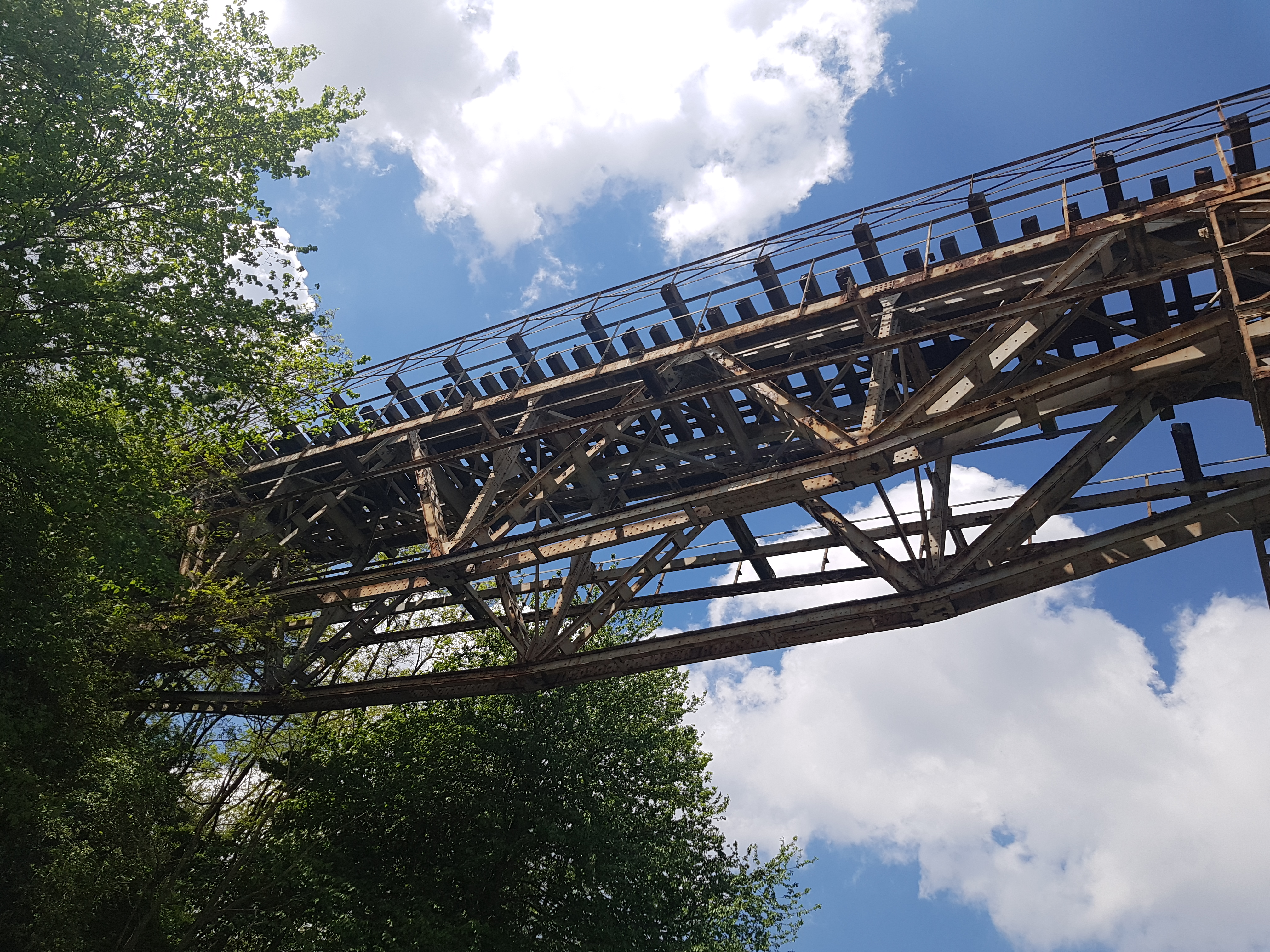
Wiadukt kolejowy w Nowej Cerekwi
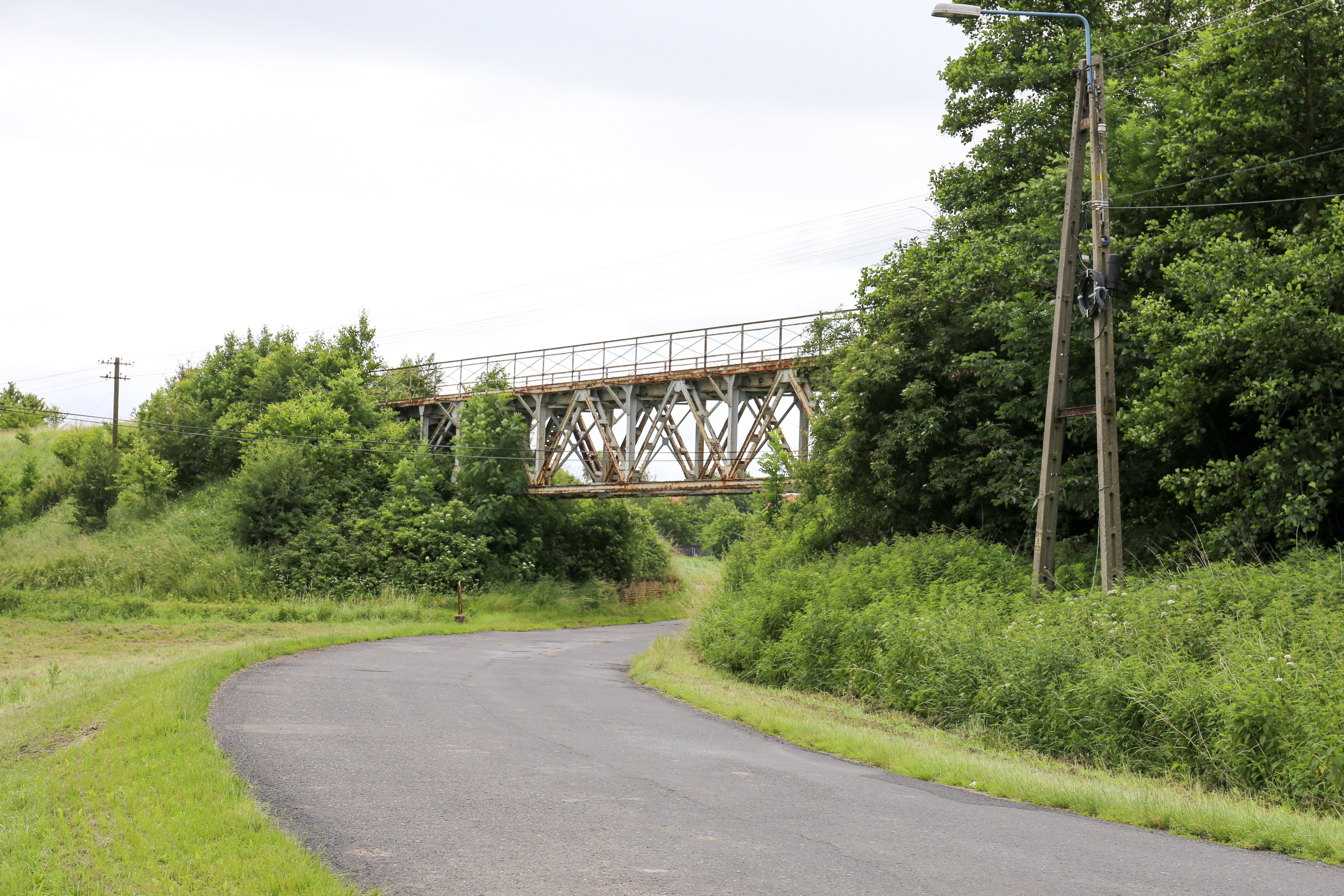
Wiadukt kolejowy w Chróścielowie
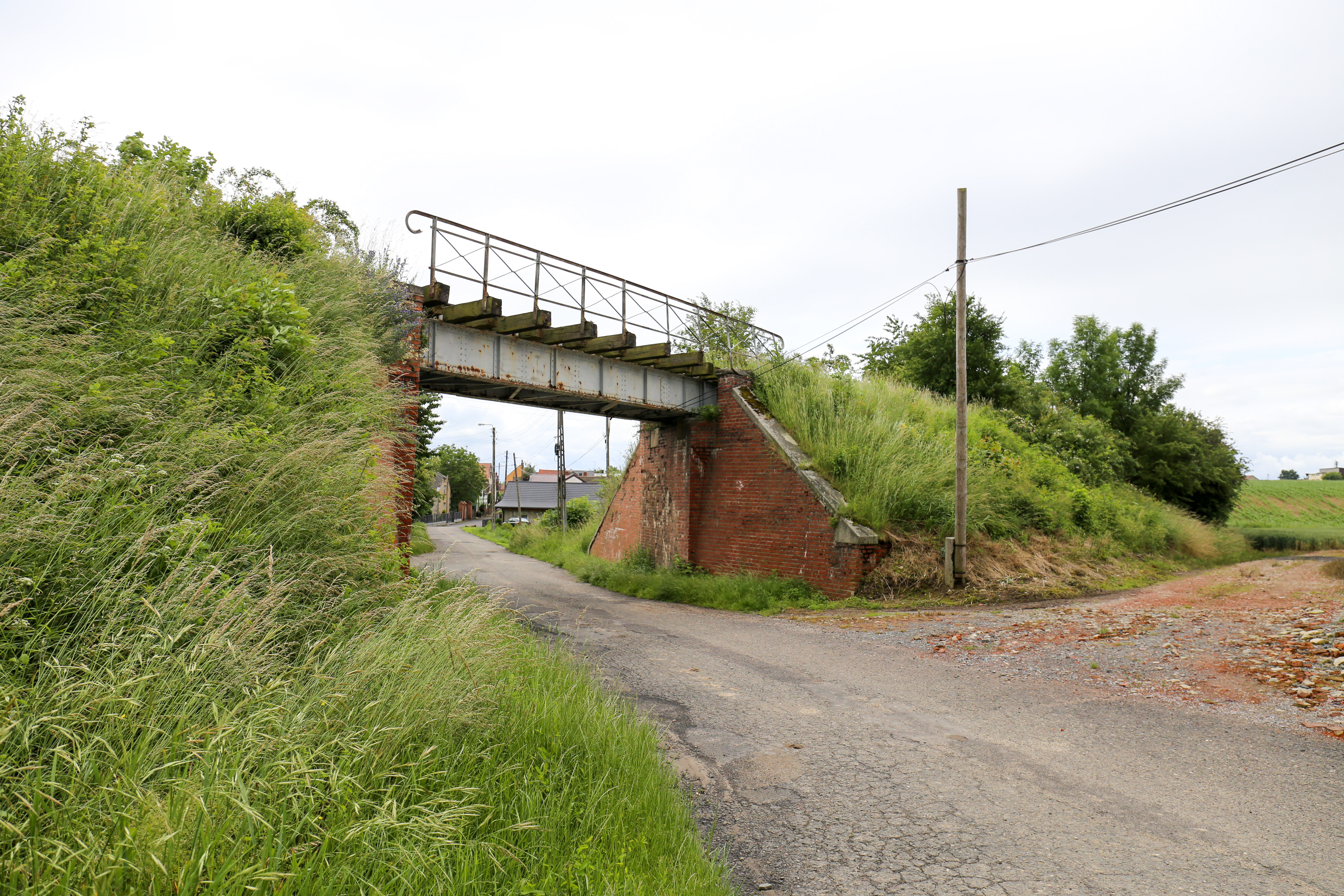
Wiadukt kolejowy w Chróścielowie
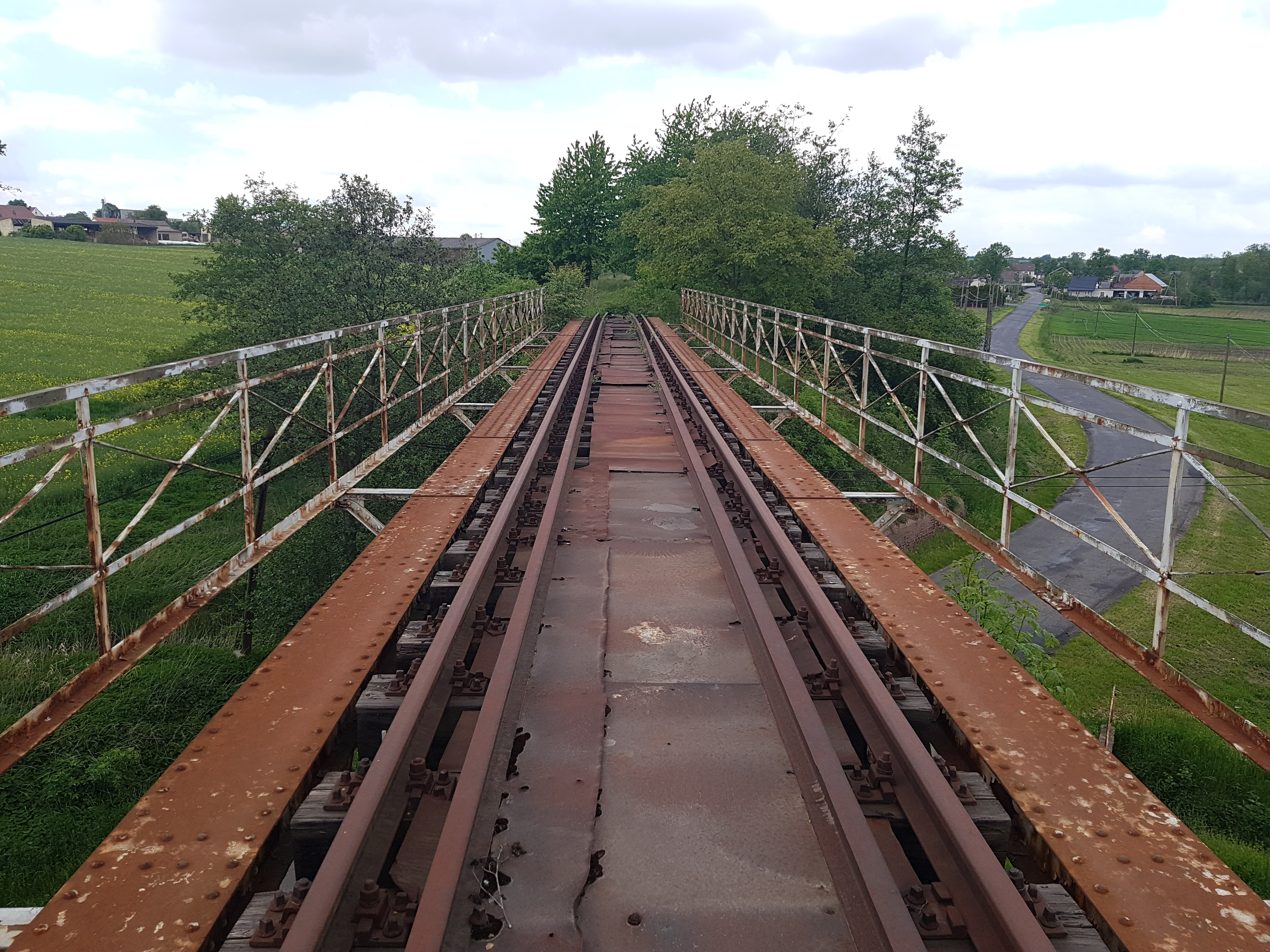
Wiadukt kolejowy w Nasiedlu
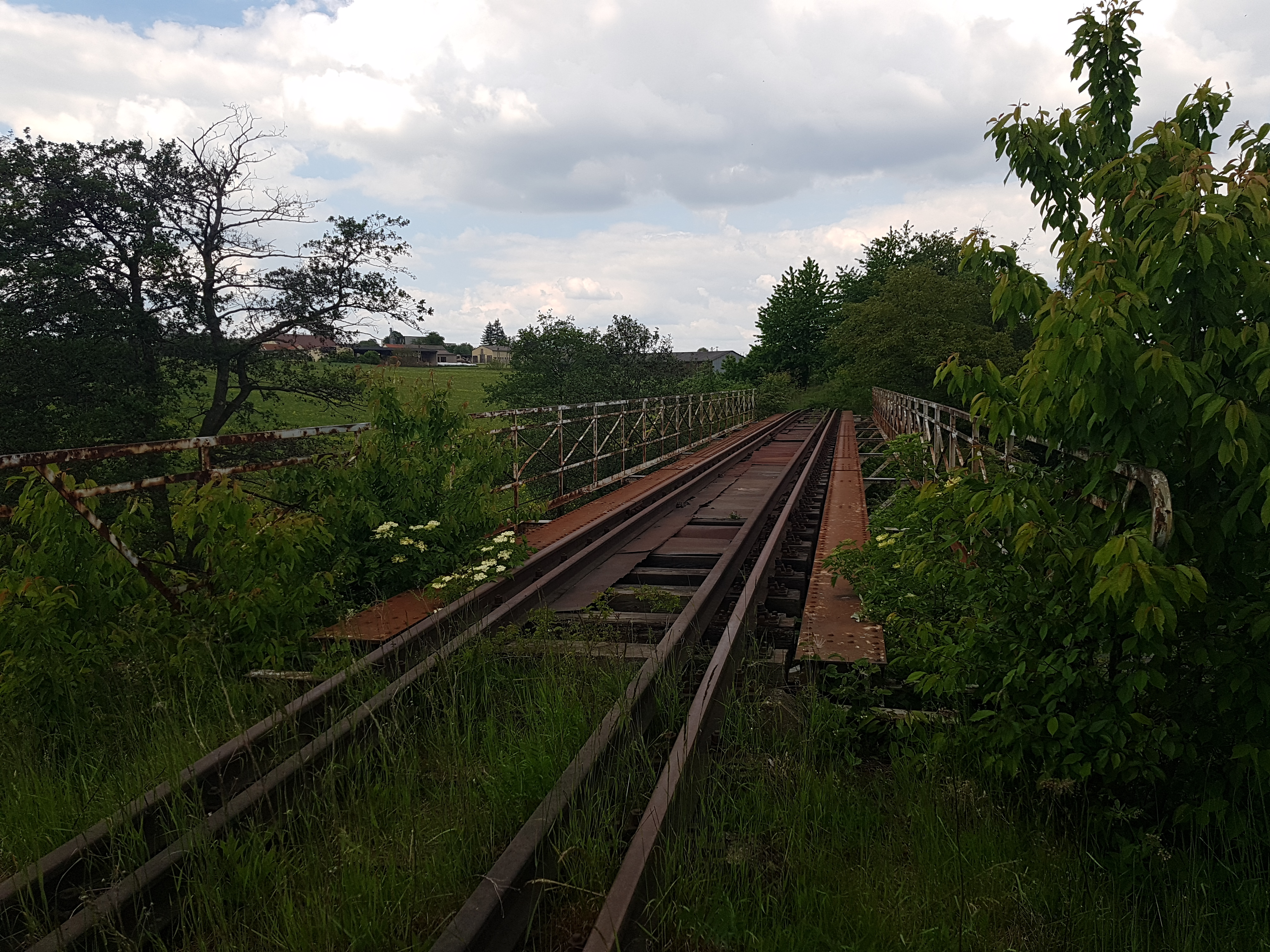
Wiadukt kolejowy w Nasiedlu